# Чижевщина (Псковська область)
Чижевщина (рос. Чижевщина) — присілок в Невельському районі Псковської області Російської Федерації.
Населення становить 236 осіб. Входить до складу муніципального утворення Івановська волость.

## Історія
Від 2015 року входить до складу муніципального утворення Івановська волость.

## Населення
| 2001 | 2002 | 2010 |
| ---- | ---- | ---- |
| 324  | ↘268 | ↘236 |